# 刘廷让
刘廷让（929年—987年），后周到宋朝初年将领，宋太祖义社十兄弟之一。
本名刘光义，宋太宗即位后赐名廷让。祖籍涿州范阳（今河北涿州市），唐末割据者卢龙军（幽州，今北京）节度使刘仁恭的曾孙，祖父横海军（沧州，今河北沧州市东南）节度使刘守文为其弟刘守光所杀。刘光义之父刘延进举家南逃避难。后汉枢密使郭威镇守邺都时，刘光义入其麾下，郭威建立后周成为周太祖时，刘光义任侍卫司龙捷右厢都指挥使。与赵匡胤、李继勋、石守信、王审琦、杨光义、刘守忠、刘庆义、韩重赟、王政忠等九人结为“义社十兄弟”。
北宋建隆元年（960年）三月，从宋太祖征潞州李筠，任行营先锋使。次年，升任侍卫马军都指挥使、领宁江军（夔州，当时归后蜀）节度使。乾德二年（964年）四月，率军到潞州守边防御北汉。十一月，宋攻后蜀，西川行营前军兵马都部署王全斌率宋军主力从陕西南下；刘光义为副都部署和都监曹彬率步骑二万，从归州沿长江西进，攻克夔州。因刘光义军纪严明，后蜀万州（今重庆万县）、施州（今湖北恩施）、开州（今重庆开县）、忠州（今忠县）四州刺史迎降。乾德三年（964年）正月，刘光义军西至遂州（今四川遂宁），后蜀遂州知州投降。此时，王全斌军进至成都，后蜀灭亡。三月，因王全斌军军纪败坏，后蜀降将全师雄叛宋，占领川西许多州县，在成都西北新繁，刘光义率部击败全师雄，十二月，平定全师雄。次年正月，刘光义改领镇安军节度使。开宝六年（973年），罢刘光义军职，出为镇宁军节度使。
开宝九年（976年，太平兴国元年）十月，赵光义即位为宋太宗。刘光义与赵光义同名，被皇帝赐名廷让（一作庭让）。太平兴国二年（977年）五月，罢刘光义节度使，改授右骁卫上将军。雍熙三年（986年）五月，岐沟关之战宋军败于契丹国。六月，宋太宗起用刘廷让被任为雄州（今雄县）知州，后改为瀛州（今河间）都部署。同年十二月，辽圣宗与南京留守耶律休哥率军入侵，刘廷让将精兵留给沧州都部署李继隆，命他殿后，自己率领宋军数万北上在莫州（今任丘南）南大战辽军，被围困于君子馆（今河间北）。部将桑赞率部激战半日，辽军不断增援，李继隆部没有救援，反而退保乐寿（今献县），桑赞也率部南逃，担任先锋的雄州知州贺令图被契丹所俘，高阳关部署杨重进阵亡。刘廷让全军数万覆没，仅以数骑逃出。宋太宗并没有处罚刘廷让。雍熙四年（987年）初，刘廷让接替张永德为雄州知州兼兵马部署。秋天，刘廷让患病，宋太宗派御医去雄州为他医治。刘廷让上表要求回京，宋太宗还没有批准，刘廷让擅离治所南归，被下御史台按问，朝廷将他削夺官爵，配隶商州（今陕西商洛市）。其子刘永德、刘永和也被贬官。行至华州（今华县）刘廷让绝食而死，终年59岁，宋太宗感念之，赠太师。

## 延伸阅读
[在维基数据编辑]
 《宋史·卷259》，出自脱脱《宋史》